# Sant Cristòfol (els Hostalets de Pierola)
Sant Cristòfol és una ermita al terme municipal dels Hostalets de Pierola (Anoia) inclosa a l'Inventari del Patrimoni Arquitectònic de Catalunya. Capella molt enrunada, de planta rectangular, no hi ha restes d'absis i tan sols queden la façana i un tram de paret. A la façana hi ha dues portes, una d'arc de mig punt i dovelles. Sembla que va ser utilitzada per usos no religiosos com ho demostra l'existència d'un cup a l'interior i les restes d'una ampliació o pis sobrealçat on s'hi observa maó i un cos adossat en el seu costat esquerre. A l'interior hi ha restes de motllures ornamentals. Té també un campanar d'espadanya fet amb maó.
El 1033 existia l'ermita de Sant Cristòfol i Sant Martí situada en un turó sobre Can Cardús als límits del terme de Pierola i Masquefa. Aquesta va ser traslladada i edificada de nou el 1374 en la peça de terra que va donar el noble Albert Durfort en el lloc anomenat Font de les Fàbregues en l'antic camí que anava al monestir de Montserrat, tocant al límit del terme de Collbató i Pierola. El 1767 hi ha un permís del Vicari General per beneir la capella bastament obrada. L'ermita fou saquejada i incendiada pels francesos durant la guerra del Francès i actualment està enrunada.